# NTC Senec
Das NTC Senec (slowakisch Národné tréningové centrum Senec, deutsch Nationales Trainingszentrum Senec, englisch National Training Centre Senec) ist ein Trainingszentrum mit einem Fußballstadion und zwei Trainingsplätzen in der slowakischen Stadt Senec, welches Eigentum des nationalen Fußballverbandes Slovenský futbalový zväz (SFZ) ist.

## Geschichte
Das NTC in Senec ist eines der wichtigsten Projekte des SFZ. Es wurde mit finanzieller Hilfe des FIFA-Entwicklungsprogramms „Goal“ errichtet. Der Fußballkomplex kostete 130 Mio. Slowakische Kronen (rund 4,315 Mio. Euro). Nach dem Baubeginn im Dezember 2001 wurde am  6. September 2003 die Anlage im Beisein von FIFA-Präsident Sepp Blatter und Michel Platini, Mitglied des FIFA-Exekutivkomitees, eingeweiht. Das Gelände bietet das Hauptstadion mit 3264 Sitzplätzen und einem den FIFA-Regularien entsprechenden Naturrasenspielfeld mit Bewässerungsanlage, den Maßen 105 × 68 m sowie einer Flutlichtanlage mit 1000 Lux Beleuchtungsstärke, elektronische Anzeigetafel und eine Beschallungsanlage. Die Haupttribüne im Westen verfügt über 1452 überdachten Sitzplätze. Die Hintertortribüne im Norden und die Gegentribüne im Osten liegen unter freiem Himmel. Darüber hinaus gibt es einen Trainingsplatz mit Flutlicht, Naturrasenfläche und Bewässerung. Der weitere Trainingsplatz ist mit Kunstrasen ausgestattet. Er bietet eine kleine Zuschauertribüne mit 150 Plätzen. Weiterer Teil ist eine Trainingsfläche mit Kunstrasen in den Maßen 50 × 30 m. In der Haupttribüne befinden sich Büroräume für die Mitarbeiter des NTC, Mitglieder der SFZ sowie ein Trainingszentrum für Trainer, ein Besprechungsraum und die V.I.P.-Räume. Im Hauptgebäude des NTC befinden sich neben den Umkleidekabinen, Sanitär- und Sozialräume auch Lagerräume und Betriebsflächen. Die Ausstattung umfasst auch eine Einrichtung für Hydrotherapie, Regeneration mit einem Ruheraum und ein Fitnessstudio sowie ein medizinisches Diagnosezentrum, ein Anti-Doping-Labor und eine Waschküche.

## Veranstaltungen
Von 2003 bis zur Auflösung 2008 war es die Heimspielstätte des Fußballvereins FC Senec. Ab 2008 bis zur Fusion 2016 trug der Fußballverein ŠK Senec seine Spiele im NTC Senec aus. Des Weiteren wurde hier in den Jahren 2004, 2005 und 2007 der slowakische Fußball-Supercup ausgetragen.
Ebenso wurden im Hauptstadion Länderspiele ausgetragen. Am 23. Mai 2014 traf die slowakische Fußballnationalmannschaft in einem Freundschaftsspiel im NTC auf Montenegro. Die Gastgeber gewannen mit 2:0. Die slowakische U-21-Nationalmannschaft trug hier alle Heimspiele der Gruppe 3 während der Qualifikation für die Europameisterschaft 2015 aus. Des Weiteren nutzt die slowakische Fußballnationalmannschaft der Frauen die Sportanlage. Weiter fanden hier drei Vorrundenspiele, beide Halbfinalspiele als auch das Finale der U-19-Fußball-Europameisterschaft der Frauen 2016 statt. Auch bei der U-19-Fußball-Europameisterschaft 2022 kam es zum Einsatz und beherbergte die Halbfinalpartie zwischen England und Italien.

## Länderspiele
Männer
- 23. Mai 2014:  Slowakei –  Montenegro 2:0 (Freundschaftsspiel)

Frauen (unvollständig)
- 20. Aug. 2005:  Slowakei –  Rumänien 2:1 (Qualifikation zur WM 2007 – Kategorie B)
- 30. Mär. 2006:  Slowakei –  Nordirland 2:0 (Qualifikation zur WM 2007 – Kategorie B)
- 11. Mai 2006:  Slowakei –  Kasachstan 2:0 (Qualifikation zur WM 2007 – Kategorie B)
- 14. Apr. 2007:  Slowakei –  Portugal 2:1 (Qualifikation zur EM 2009)
- 09. Mai 2007:  Slowakei –  Ukraine 0:4 (Qualifikation zur EM 2009)
- 27. Okt. 2007:  Slowakei –  Schottland 0:3 (Qualifikation zur EM 2009)
- 23. Apr. 2008:  Slowakei –  Dänemark 1:4 (Qualifikation zur EM 2009)
- 19. Sep. 2009:  Slowakei –  Mazedonien 9:0 (Qualifikation zur WM 2011)
- 01. Apr. 2010:  Slowakei –  Niederlande 0:1 (Qualifikation zur WM 2011)
- 21. Aug. 2010:  Slowakei –  Norwegen 0:4 (Qualifikation zur WM 2011)
- 26. Sep. 2013:  Slowakei –  Slowenien 1:3 (Qualifikation zur WM 2015)
- 31. Okt. 2013:  Slowakei –  Russland 0:2 (Qualifikation zur WM 2015)
- 19. Juni 2014:  Slowakei –  Kroatien 1:1 (Qualifikation zur WM 2015)
- 13. Sep. 2014:  Slowakei –  Irland 0:1 (Qualifikation zur WM 2015)
- 26. Okt. 2015:  Slowakei –  Moldau 4:0 (Qualifikation zur EM 2017)
- 26. Nov. 2015:  Slowakei –  Dänemark 0:1 (Qualifikation zur EM 2017)
- 06. Apr. 2017:  Slowakei –  Island 0:2 (Freundschaftsspiel)
- 24. Okt. 2017:  Slowakei –  Irland 0:2 (Qualifikation zur WM 2019)
- 24. Nov. 2017:  Slowakei –  Niederlande 0:5 (Qualifikation zur WM 2019)
- 31. Aug. 2018:  Slowakei –  Norwegen 0:4 (Qualifikation zur WM 2019)
- 08. Nov. 2019:  Slowakei –  Ungarn 0:0 (Qualifikation zur EM 2022)
- 27. Okt. 2020:  Slowakei –  Lettland 2:0 (Qualifikation zur EM 2022)
- 26. Nov. 2020:  Slowakei –  Island 0:1 (Qualifikation zur EM 2022)
- 10. Juni 2021:  Slowakei –  Chile 1:0 (Freundschaftsspiel)
- 14. Juni 2021:  Slowakei –  Rumänien 3:1 (Freundschaftsspiel)
- 17. Sep. 2021:  Slowakei –  Schweden 0:1 (Qualifikation zur WM 2023)
- 06. Sep. 2022:  Slowakei –  Irland 0:1 (Qualifikation zur WM 2023)

U-21-Männer (unvollständig)
- 07. Sep. 2007:  Slowakei –  Island 2:2 (Qualifikation zur EM 2009)
- 11. Sep. 2007:  Slowakei –  Österreich 1:1 (Qualifikation zur EM 2009)
- 16. Okt. 2007:  Slowakei –  Zypern 4:1 (Qualifikation zur EM 2009)
- 05. Sep. 2008:  Slowakei –  Belgien 3:0 Forfait (Qualifikation zur EM 2009)
- 07. Sep. 2012:  Slowakei –  Frankreich 2:1 (Qualifikation zur EM 2013)
- 10. Sep. 2012:  Slowakei –  Kasachstan 6:0 (Qualifikation zur EM 2013)
- 09. Sep. 2013:  Slowakei –  Georgien 1:0 (Qualifikation zur EM 2015)
- 14. Okt. 2013:  Slowakei –  Luxemburg 3:0 (Qualifikation zur EM 2015)
- 14. Nov. 2013:  Slowakei –  Niederlande 2:2 (Qualifikation zur EM 2015)
- 04. Sep. 2014:  Slowakei –  Schottland 2:2 (Qualifikation zur EM 2015)
- 14. Nov. 2019:  Slowakei –  Belarus 3:0 (Freundschaftsspiel)
- 07. Juni 2022:  Slowakei –  Rumänien 4:3 (Freundschaftsspiel)

U-19-Frauen (unvollständig)
- 19. Juli 2016:  Slowakei –  Niederlande 0:6 (EM 2016 – Gruppe A)
- 22. Juli 2016:  Slowakei –  Frankreich 0:6 (EM 2016 – Gruppe A)
- 25. Juli 2016:  Niederlande –  Frankreich 1:2 (EM 2016 – Gruppe A)
- 28. Juli 2016:  Frankreich –  Schweiz 3:1 (EM 2016 – Halbfinale)
- 28. Juli 2016:  Spanien –  Niederlande 4:3 (EM 2016 – Halbfinale)
- 31. Juli 2016:  Frankreich –  Spanien 2:1 (EM 2016 – Endspiel)

U-19-Junioren (unvollständig)
- 28. Juni 2022.  England –   Italien 2:1 (EM 2022 – Halbfinale)